# たいよう (キリン)
たいようは、秋田県秋田市の大森山動物園にいたキリン（アミメキリン）である。
骨折した脚を切断し義足を装着したことが各種メディアで報道され、「義足のキリンたいよう」として広く知られている。

## 生涯
- 2001年8月19日早朝 - 生まれる。
  - オスのジュンとメスのモモの間の2頭目の子供として生まれた。動物園においては9頭目の赤ちゃんキリンであった。
- 同年9月23日 - 動物園で動物愛護フェスティバルを開催。秋田市立大住小学校の5年生が選んでいた5つの愛称候補に対し当日来園した客が投票をし、「たいよう」の名前が決まる。
- 2002年3月24日昼頃 - 運動場において右脚中手骨を骨折、3本脚での歩行となりながら自分の寝室へ戻る。
- 同日午後 - 麻酔による緊急手術で骨折した部分をギプスで固定し、立つことができた。手術後約1週間は良好な状態。
- 4月第1週後半 - 脚に体重がかかるのを嫌がるようになる。鎮痛剤、抗炎症剤、抗生物質を投与していたが壊死の可能性が出てきた。
- 5月7日 - 断脚を決定。
- 5月14日 - 麻酔下での断脚・義足の装着手術を実施。傷口の壊死確認。
  - 12時30分頃 - 麻酔投与。患肢除去。義足装着。覚醒後、起立するが義足が脱落、再度麻酔をし保定。
  - 18時頃 - 人間が介助しつつ起立。義足の脱落はなし。母親と面会し哺乳もしている。
  - 義足は仮のもので、直径約10cmの青竹を芯にしてギプス用のキャスティングテープを巻き、さらに冬用の防寒靴を外に巻き付けてバインド線で固定して製作した。ゴムを靱帯の代わりに関節の周りへ巻くことで、義足と健常な脚を接続した。
- 5月25日夕方 - 義足が大きくずれているのが確認され、麻酔下での再装着を実施。
- 6月18日 - 麻酔をかけての経過観察および新しい義足のための型取りを実施。
  - 12時42分 - 麻酔薬を投与。仮義足を外して患部を処置し、義足の型取りを実施。
  - 13時29分 - 麻酔の拮抗剤を投与。
  - 14時5分 - 起立時に関節部が損傷したらしく不安定な歩行となる。
  - 14時19分 - 再度麻酔をかけて関節部をギプスで固定。
  - 15時52分 - 拮抗剤投与するが起立できない。
  - 20時20分 - 死亡。
- 6月23日 - 「たいようとのお別れ会」を実施。秋田市長佐竹敬久、小学校児童多数、他約700人の市民が出席。

## 関連書籍
たいようの話は日本テレビの番組『ズームイン!!SUPER』をはじめさまざまなメディアで報道された。また、下記の関連書籍も発行されている。
- 島田和子(著)、宮崎耕平(絵)『義足のキリンたいよう- いのちの物語』汐文社、2002年、ISBN 4811374916
- 小鷲順造(著)、朝日新聞秋田支局(編)『義足のキリン たいようの一生 - 彼を支えた人々の日記』講談社、2003年、ISBN 9784062119740

## 異母妹ひまわり
2007年6月20日、大森山動物園ではたいよう以来となるキリンの赤ちゃんが生まれた。このメスのキリンは、たいようの父であるジュンと、メスのリリカ（2002年6月21日、盛岡市動物公園生まれ）との間に生まれたため、たいようの異母妹にあたる。愛称は園内キリン舎そばの応募箱に入れるかたちで募集され、「ひまわり」と決定したが、記念イベントなどは行なわなかった。ひまわりは体が小さく、成長の遅さがみられ、離乳期にも母キリンからなかなか離れなかった。
獣医を主役とする『週刊少年サンデー』連載の漫画『ワイルドライフ』のNHKでのテレビドラマ化にあたり、たいようをモデルにした骨折したキリンを救う第3話「子キリン・銀河」の撮影が大山動物園で行われることとなる。2007年12月10日からの撮影に伴い、乳離れして間もないひまわりを生まれて初めてリリカから離し、カメラマンらが覆いを被って檻に入り撮影を行った。撮影2日目からリリカやジュンにストレスに由来する症状が見られ、飼育員が撮影を中断させた。3日目に撮影が終了すると、ひまわりは弱った様子を見せる。3日後の12月15日、リリカが循環器不全のため急死した。さらにひまわりも12月20日に体調を崩し、翌12月21日21時45分に死亡した。ひまわりの胃には潰瘍の跡が見られた。死亡原因として、母キリンが死んだことや、母がいないことへのストレスが考えられている。
番組撮影が2頭の死の原因となった可能性も指摘されているが、詳しい原因は不明である。なお、2008年1月11日にNHK広報部が3話の放送を中止することを発表した。番組は当初予定の全3話から全2話に短縮して2008年3月に放送となった。